# São Paulo Fashion Week
La São Paulo Fashion Week es la más prestigiosa Semana de la moda en Latinoamérica y una de las más prestigiosas del mundo junto a las de Nueva York, París, Milán y Londres. Se realiza dos veces al año en la ciudad brasileña de São Paulo.
En los primeros años su nombre fue Morumbi Fashion.